# Nifurtimox
Il nifurtimox è un farmaco appartenente alla classe dei 5-nitrofurani. Viene usato nel trattamento della malattia di Chagas causato da Trypanosoma cruzi.